# Trofeo Città di Brescia 2024
27-й выпуск  Trofeo Città di Brescia — шоссейной однодневной велогонки по дорогам Италии. Гонка прошла 2 июля 2024 года в рамках Европейского тура UCI 2024 (категория 1.2). Победу одержал итальянский велогонщик Мануэль Ойоли.

## Участники
На старт вышло 165 гонщиков.
| UCI ProTeam- Corratec-Vini Fantini UCI Continental Teams (10)- Beltrami TSA-Tre Colli - Biesse-Carrera - Colombia Potencia de la Vida-Strongman - General Store-Essegibi-F.Lli Curia - MG.K Vis Colors For Peace - Q36.5 Continental Cycling Team - Rime Drali - UAE Team Emirates Gen Z - UM Tools Caffè Mokambo - Zalf Euromobil Fior Любительские, клубные или региональные команды (24)- U.C. Trevigiani Energiapura Marchiol - ASD Pedale Scaligero - Arvedi Cycling - GS Sissio Team - Beltrami TSA-La Risorsa Umana - Bologna Bike Academy - Rostese Giant ASD - Gallina-Ecotek-Lucchini - ASD Garlaschese - Maltinti Lampadari-Banca di Cambiano - Petroli Firenze-Hopplà - LAN Service-GranMonferrato-Zheroquadro - MaxSolar Cycling Team - ONEC Team - Overall Cycling Team - Project 1 - SC Valle Seriana-Cene ASD - Solme-Olmo - St Kilda Cycling Club - Ukraine Cycling Academy - Velo Club Mendrisio - Holdsworth Zappi RT - Team VCA - Trentino Cycling Team U23 |
| |

## Маршрут
Трасса гонки проходила по внутренней кольцевой дороге города Брешиа и составила 121,8 километра.

## Ход гонки
На первом же круге гонки несколько гонщиков упали. Среди них был Франческо Карузо, который прибыл в Кастелло с видимыми ранами на правой стороне тела. В течение первых семи кругов произошло несколько атак, но они не дали значительных результатов. На восьмом круге в атаку пошли Мартин, Стедман, Пиччини, Регентини и Вуд. Позже состав группы лидеров изменился, и впереди оказались Коломбо, Оливеро, Никколи, Мартин, Герра, Самудио, Брешиано Беллери, Джасим и Боттаро. Затем к ним присоединились другие гонщики, а пелотон также приблизился. Отрыв составлял всего 17 секунд. Во время четырнадцатого круга группа лидеров состояла из Гуццо, Арригетти, Пономара, Оиоли и Герры. На шестнадцатом круге они опережали пелотон на 58 секунд. Затем Пономар решил отправиться в одиночный отрыв, но безуспешно. За пять кругов до финиша ситуация с Гуццо и Оиоли была довольно туманной. Тем временем Арригетти был поглощён пелотоном, а Герра безуспешно преследовал пару кругов. Затем Барони, итальянский чемпион Замперини и Донати отрываются от группы и отправляются на охоту за беглецами. На последних кругах трио работало гармонично, и в итоге победитель определился в спринте между Мануэлем Ойоли, Андриимом Пономарём и прошлогодним победителем Федерико Гуццо. Четвёртым и первым из ближайших преследователей прибыл чемпион Италии до 23 лет Эдоардо Зампарини.

## Результаты
| \| Генеральная классификация \| Генеральная классификация \| Генеральная классификация \| Генеральная классификация \| Генеральная классификация \| \| Гонщик \| Гонщик \| Команда \| Время \| \| \| ------------------------- \| ------------------------- \| -------------------------- \| ------------------------- \| ------------------------- \| \| 1-й \| Мануэль Ойоли \| Q36.5 Continental \| 2ч 49' 37 \| \| \| 2-й \| Андрей Пономарь \| Team Corratec-Vini Fantini \| + 2 \| \| \| 3-й \| Federico Guzzo \| Zalf Euromobil Fior \| + 4 \| \| |                 |                            |           |
| |                 |                            |           |
| Источник: ProCyclingStats |                 |                            |           |
| Генеральная классификация |                 |                            |           |
| Гонщик | Гонщик          | Команда                    | Время     |
| 1-й | Мануэль Ойоли   | Q36.5 Continental          | 2ч 49' 37 |
| 2-й | Андрей Пономарь | Team Corratec-Vini Fantini | + 2       |
| 3-й | Federico Guzzo  | Zalf Euromobil Fior        | + 4       |